# Інгенер-П'ятина
Інгене́р-П'я́тина (рос. Ингенер-Пятина, ерз. Ингенер-Пятина) — село у складі Старошайговського району Мордовії, Росія. Входить до складу Шигонського сільського поселення.
Населення — 249 осіб (2010; 267 у 2002).
Національний склад (станом на 2002 рік):
- росіяни — 92 %